# Perigord-Trüffel
Die Perigord-Trüffel (Tuber melanosporum), auch Schwarze Trüffel genannt, ist eine aus Südeuropa stammende Echte Trüffel, die zu den teuersten Speisepilzen der Welt gehört.

## Taxonomie
Die Erstbeschreibung erfolgte 1831 durch den italienischen Mykologen Carlo Vittadini. Die synonymen Artbezeichnungen lauten Tuber brumale, Tuber gulosorum, Tuber nigrum, Tuber cibarium und Tuber gulonum.

## Merkmale
Die knolligen dunkelbraunen Fruchtkörper (Ascokarpe) besitzen eine schwarzbraune Oberfläche, die aus pyramidenartig zusammengesetzten Höckern besteht. Sie riechen stark aromatisch und erreichen normalerweise eine Größe von bis zu 10 cm. Wenige Exemplare werden jedoch wesentlich größer und können wie ein Fundstück aus dem Jahr 2012 im Département Dordogne über ein Kilogramm schwer sein. Die zunächst weiße, später dunkle Fruchtmasse wird von weißen Adern durchzogen, die sich im Alter bräunlich färben. Die Sporen sind elliptisch und 22–55 µm mal 20–35 µm groß. Sie sind dunkelbraun gefärbt und mit großen Stacheln besetzt.

## Artabgrenzung
Die Schwarze Trüffel ist der weniger geschätzten Chinesischen Trüffel (Tuber indicum) morphologisch sehr ähnlich. Um beim Handel Verwechslungen oder Betrug entgegenzuwirken, wurde eine RFLP-Analyse entwickelt, mit der sich beide Pilzarten genetisch eindeutig unterscheiden lassen. Laut Lebensmittelbuchkommission dürfen Chinesische Trüffel aber als Schwarze Trüffel deklariert werden.
Äußere Unterscheidungsmerkmale sind die dunkelrote bis dunkelbraune, glattere Schale bei der Chinesischen Trüffel. Die Sommer- (Tuber aestivum) und Winter-Trüffel (Tuber brumale), deren Verbreitungsgebiet auch etwas weiter nördlich reicht, besitzen ein helleres Fleisch.

## Ökologie

### Lebensweise und Phänologie
Schwarze Trüffeln wachsen in einer Bodentiefe von 5–50 cm als Ektomykorrhiza-Pilze an ihren pflanzlichen Symbiosepartnern. Dies sind Steineiche, Stieleiche, Hasel, Kirsch- und andere Laubbäume. Dabei bevorzugen sie lockere Kalkböden. Insbesondere für die Symbiose zwischen Tuber melanosporum und Steineichen-Keimlingen konnte gezeigt werden, dass der Pilz in der Pflanze eine erhöhte Photosynthese-Leistung und verstärktes Wurzelwachstum bewirkt. Die verstärkte Photosynthese führt dabei nicht zu einem größeren Wuchs der Pflanzen, sondern zu einer vermehrten Bildung von Zellwandmaterial.

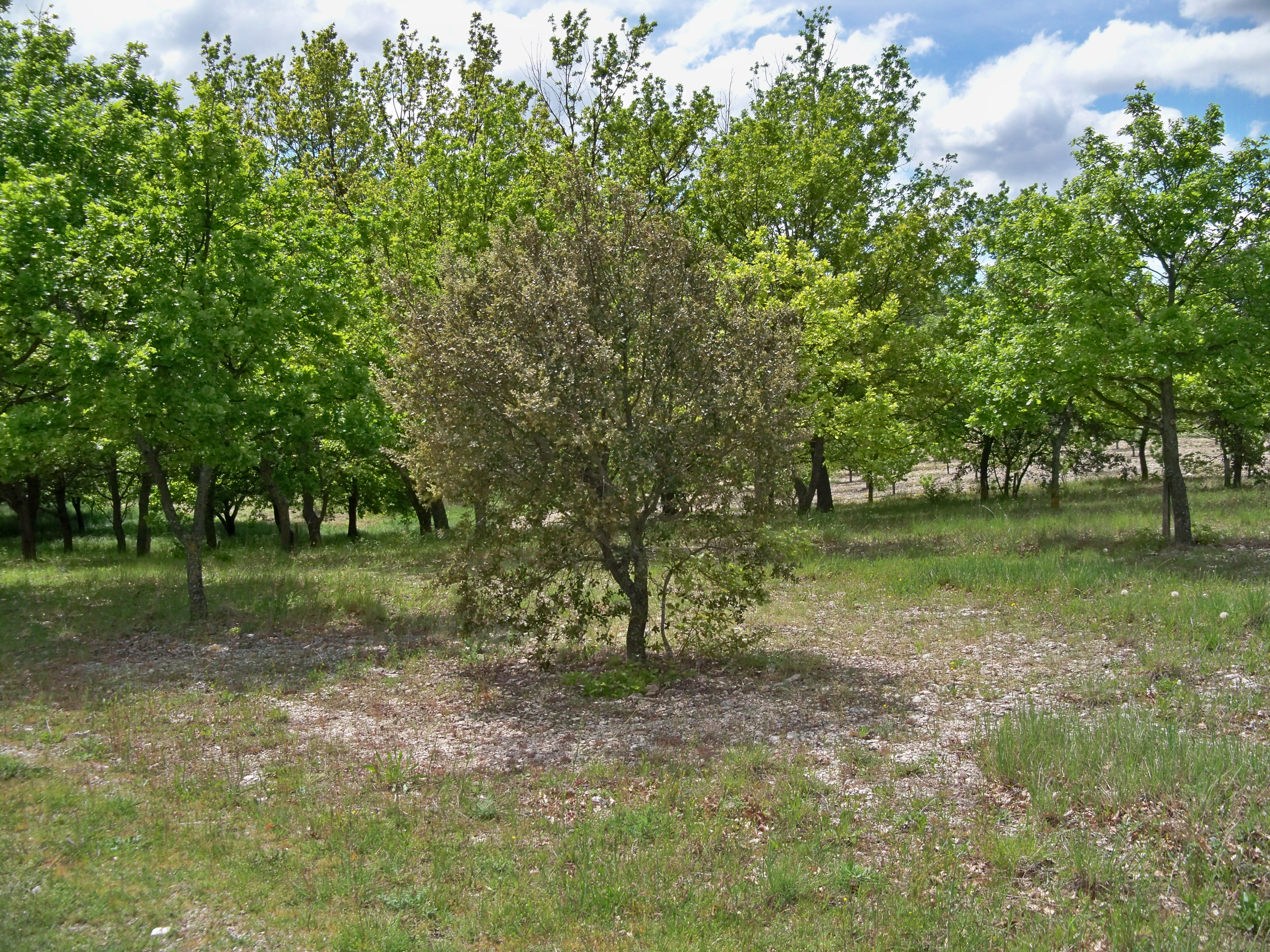
Wirtspflanze mit nahezu vegetationsfreiem Umkreis (brûlé)

Der fast vegetationsfreie Umkreis (französisch brûlé) der Wirtspflanzen ist darauf zurückzuführen, dass Tuber melanosporum andere Pflanzen an den Wurzeln parasitiert, so dass es aufgrund von Nekrosen in der Wurzelrinde zu einem Absterben der Pflanzen kommt. Zudem kann ein Teil der Duftstoffe die Entwicklung von Pflanzen durch Auslösung von oxidativem Stress beeinträchtigen.
Die Fruchtkörper bilden sich zwischen April und Juni, eine Ernte erfolgt jedoch erst von November bis März.

### Fortpflanzung
Wildschweine und die Larven der Trüffelfliege, die sich von den Fruchtkörpern ernähren, scheiden mit ihrem Kot die Sporen unverdaut aus und tragen somit zur Verbreitung der Trüffel bei. Der ausgeschiedene Kot wirkt wohl gleichzeitig als Dünger für die keimenden Sporen.
Es finden sich gemeinsame Vorkommen mit der Winter-Trüffel (Tuber brumale), die das Wachstum von Tuber melanosporum bei hohem Wassergehalt des Bodens begünstigt.
Erst eine 2010 veröffentlichte Untersuchung widerlegte die bis dahin gängige Annahme, dass alle Trüffelarten selbstkompatibel (homothallisch) sind. Es konnte gezeigt werden, dass die Schwarze Trüffel selbstinkompatibel (heterothallisch) ist, das heißt, eine sexuelle Fortpflanzung mit der einhergehenden Fruchtkörperbildung basiert auf der Kreuzung zwischen Myzelien, die einem unterschiedlichen Paarungstyp entsprechen. Bei der Entwicklung von Myzelien unterschiedlicher Paarungstypen an einem Baum dominiert im Laufe der Zeit einer der beiden Paarungstypen. Diese Beobachtung ist von praktischer Bedeutung für die Anlage von Trüffelplantagen: Um größere Trüffelernten zu erreichen, muss sichergestellt werden, dass sich an benachbarten Bäumen Myzelien unterschiedlichen Paarungstyps entwickeln. Zu diesem Zweck können die Keimlinge der Wirtsbäume bereits im Vorfeld gezielt mit dem vorkultivierten Myzel eines Paarungstyps beimpft werden.

## Verbreitung
Das natürliche Verbreitungsgebiet der Schwarzen Trüffel erstreckt sich über verschiedene Regionen in Spanien, Frankreich und Italien, die wahrscheinlich während der letzten Eiszeit den Wirtspflanzen als Refugien dienten. Mittlerweile werden die Trüffeln auch in Australien, Neuseeland und Nordamerika kultiviert.

## Bedeutung

### Genom
Das 2010 veröffentlichte Genom der Schwarzen Trüffel enthält 125 Millionen Basenpaare. Dabei entsprechen 58 % des Genoms transponiblen Elementen. Lediglich 7500 proteincodierende Gene wurden identifiziert. Während der Symbiose werden Gene induziert, die im Abbau pflanzlicher Zellwände und Lipide involviert sind. Daher scheint die Schwarze Trüffel zu Beginn der Symbiose die Zellwände der Wirtspflanze abzubauen.

### Aroma und Duftstoffe
Die Fruchtkörper der Schwarzen Trüffel erinnern in ihrem Geruch an Unterholz, Erdbeeren, feuchte Erde oder getrocknete Früchte mit Kakaonote. Der Geschmack, der sich erst nach dem Erhitzen voll entfaltet, ist leicht pfeffrig und bitter. Eine Aufbewahrung bei Zimmertemperatur führt zur Oxidation und Verflüchtigung der Aromastoffe, wohingegen eine Lagerung bei 0 °C eine verstärkte Synthese von Aromastoffen bedingt.
Die Fruchtkörper produzieren verschiedene Duftstoffe wie die Alkohole 2- und 3-Methylbutanol, die Aldehyde 2- und 3-Methylbutanal sowie in Spuren Schwefelverbindungen. Zu letzteren gehört Dimethylsulfid, das als Lockstoff auf Trüffelhunde und -schweine wirkt. Dieselbe Substanz lockt zudem Trüffelfliegen an, die ihre Eier direkt auf dem Boden über den Fruchtkörpern ablegen. Die schlüpfenden Larven suchen die Trüffeln auf und nutzen sie als erste Nahrungsquelle. Aus Tuber melanosporum und T. magnatum wurden unterschiedliche Hefe-Arten isoliert, die einen Teil der Aromastoffe bilden.

### Handel und Verwendung

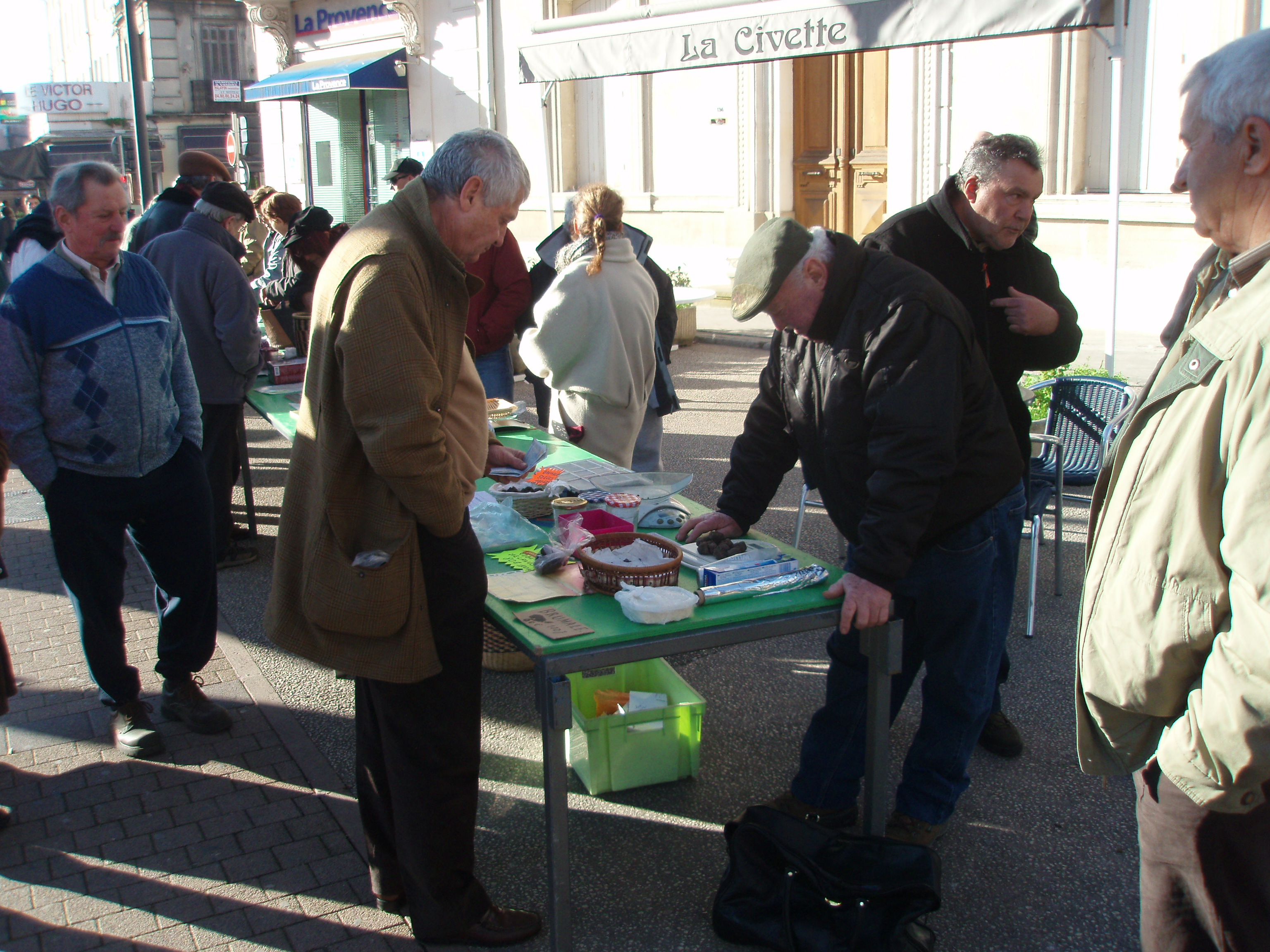
Trüffelmarkt in Carpentras

Die Suche nach Schwarzen Trüffeln und ihre Kultivierung haben in Südeuropa, vor allem in französischen Gebieten wie Périgord oder Dordogne, eine über 200 Jahre alte Tradition. Mittlerweile legen auch Züchter in Kalifornien, Australien und Neuseeland Trüffelplantagen mit entsprechenden Wirtspflanzen an. Dabei werden zum Beispiel Wurzeln von Haseln mit den Trüffelsporen infiziert, um nach vier bis zehn Jahren die ersten Fruchtkörper ernten zu können. Mit einem Kilopreis zwischen 1000 Euro und 2000 Euro ist die Schwarze Trüffel nach der Alba-Trüffel die zweitteuerste Trüffel und einer der begehrtesten Speisepilze überhaupt. Im Gegensatz zur Alba-Trüffel verliert die Schwarze Trüffel beim Kochen kein Aroma; der Geschmack wird sogar intensiver. Die Schwarze Trüffel wird zur Verfeinerung von Fleisch, Fisch, Suppen und Risotto verwendet.
Durch Behandlung der geernteten Trüffel mit Natamycin wird versucht, Aromaverluste bei längerer Lagerung zu verhindern. Als analytisches Verfahren zur Bestimmung der Aromastoffe wird dabei die Kopplung der Gaschromatographie mit der Massenspektrometrie eingesetzt.